# Бронзовик заплутаний
Бронзовик заплутаний (Orthothecium intricatum) — вид мохів порядку гіпнобрієвих (Hypnales).

## Поширення
Ареал охоплює такі частини світу: Європа, Північна Америка, Азія.
Населяє вологий затінений вапняковий ґрунт, граніт, сланець, вапняк, уступи скель, вертикальні скелі, тундра; на висотах від 200 до 1500 метрів.

## Характеристика
Рослини дрібні, в пучках, від зелених до жовто-зелених. Стебла 4 см, ушир 0.2–0.3 мм, вигнуто-висхідні, іноді повзучі, нерівномірно розгалужені. Листки від прямовисних до прямовисно-розпростертих, вузько-ланцетні, 1–1.8 мм; краї плоскі, цілі чи дещо вигнуті; верхівка поступово шилуваті. Спеціалізоване безстатеве розмноження рідкісне. Коробочкові ніжки червоно-коричневі. Коробочка симетрична, 1.5–2 мм. Спори 10–14 мкм.